# Dimorphanthera intermedia
Dimorphanthera intermedia là một loài thực vật có hoa trong họ Thạch nam. Loài này được J.J.Sm. mô tả khoa học đầu tiên năm 1914.